# Чёрный паук
«Чёрный паук» (нем. Die schwarze Spinne) — новелла популярного швейцарского писателя XIX в. Иеремии Готхельфа, одно из наиболее значительных произведений швейцарской литературы бидермейера.

## Содержание
Композиция новеллы - рамочная. 
- Внешняя сюжетная линия - это современные автору события, крестины в доме состоятельного хуторянина, который под вечер праздничного дня рассказывает гостям старинное семейное предание о Чёрном пауке.
- Предание о чёрном пауке составляет внутреннюю сюжетную линию.

### Крестины
На хуторе идут приготовления к большому празднику - крестинам. Небольшой, но богатый дом наполнен батраками и прислугой. Повитуха по наказу хозяйки присматривает за тем, как девушки готовят главные лакомства - жарят кофейные зёрна и пекут сдобные плетёнки. К полудню собираются многочисленные гости - зажиточные крестьяне из долины; последними приходят крёстные. Они делают всё, как велит обычай, после чего направляются к церкви. По дороге разразилась сильная буря, и крёстная едва не выронила младенца из рук. Гости так измотаны бурей, что с трудом выстояли церковную службу, после которой процессия направилась обратно на хутор. Вечером, после обильного застолья, гости вышли из дома и расположились под раскидистым буком, восхищаясь недавно поставленными хозяйственными постройками и светлым хозяйским домом. Тут крёстная заметила, что в новом доме оставлен старый, почерневший от времени дверной косяк и поинтересовалась на этот счёт у хозяина. Тот начал рассказ...

### Предание о Чёрном пауке
Много столетий назад люди в этой Долине были крепостными, ими владел Немецкий орден, рыцари которого сражались в Крестовых походах и языческих землях на Востоке Европы. Там рыцари привыкали к жестокому обращению с язычниками и, возвращаясь в Долину, поступали так же с местными крестьянами. Однажды управление комтурством, в которое входила Долина, лес Зумисвальд и гора Бэрхеген, Орден поручил Гансу фон Штоффельну, кровожадному и алчному рыцарю, не делавшему различия между врагами-язычниками и крестьянами Долины. Вначале он обложил крепостных непосильной барщиной, из-за которой они целый год не могли приступить к обработке собственных полей. Затем он приказал построить на Бэрхегене огромный замок для него и прибывших с ним рыцарей меньшего ранга. Когда замок был закончен, крестьянские поля пришли в запустение, семьям грозил голод. Но фон Штоффельн дал новый приказ - обсадить гору взрослыми деревьями, которые надлежало выкопать с корнями в Зумисвальде и, перетащив через перевал, посадить на горе вокруг замка. Пересадить деревья требовалось за месяц. Крестьяне никак не поспевали к сроку и однажды, сделав привал, повстречали охотника, одетого в зелёное и с красным пером на шляпе. Он предложил решить их проблему, и крестьяне уже готовы были принять его помощь. Но, когда они спросили его, какую награду он хочет, он ответил - "Некрещённого младенца" - и тогда они поняли, что перед ними сам Чёрт. Покуда мужчины в смущении обдумывали случившееся, к Чёрту подошла молодая девушка, Кристина, и дала согласие на эту сделку от лица всей общины. В залог она приняла его поцелуй.
Деревья были высажены к сроку, и крестьяне радостно вернулись к полевым работам. Они забыли о договоре с Чёртом, а Кристина надеялась, что сможет и в одиночку его перехитрить. Вскоре одной из деревенских баб подошло время рожать. Новорожденного тут же окрестил местный пастор. Тогда разразилась страшная буря, крестьяне вспомнили о разговоре с Чёртом, а на щеке у Кристины, на той самой, которую поцеловал Чёрт, появилось чёрное пятно. Тогда крестьяне решили, что одурачить Нечистого будет довольно легко - они закажут множество месс и будут крестить новорожденных, едва те покажутся из утробы матери.
Но вот родила вторая баба. Тогда на щеке Кристины чёрное пятно превратилось в чудовищного паука, который вырастал прямо из её лица и таращился на окружающих восемью глазами. Ещё накануне разразился шторм, так что крестьяне не смогли послать за пастором, но тот, по наущению Господа, сам отправился в Долину и успел как раз вовремя, чтобы окрестить младенца. Тогда Кристина, спасаясь от страшных болей, бежала в поля, где упала на землю, и всё её тело покрылось страшными чёрными пятнами, и из каждого пятна вылупились такие же чудовищные чёрные пауки, как тот, что был на её лице. Полчища этих тварей наводнили стойла и изжалили весь скот до смерти. К утру в Долине не осталось скота. 
Тогда община решила отдать Чёрту следующего новорожденного. Кристина уговорилась с мужем роженицы, и тот отправился за пастором, но шёл окольными путями и всячески задерживался. С обречённой женщиной осталась только её свекровь, забаррикадировавшая двери в дом и принявшая роды. Однако поселяне, предводительствуемые Кристиной, выбили дверь, схватили новорожденного и ожидали Чёрта, покуда тот прибудет за обещанной наградой. Отважный пастор предчувствовал неладное и сам, не дожидаясь гонца, отправился в Долину. Там он и застал Кристину, передающую младенца в руки Нечистого. Праведный гнев сообщил Святому отцу мужества, он ринулся вперёд, изгнал Чёрта распятием и молитвой, окрестил ребёнка во имя Отца и Сына и Духа святого, но попал святой водой и на Кристину. Та зашипела, исторгнула дым и превратилась в огромного Чёрного паука. Храбрый пастор схватил насекомое обеими руками и отбросил в сторону, но паук ужалил его, и пастор, передав дитя матери, добрёл до церкви, где и умер с молитвой на устах.
С тех пор паук стал переползать от дома к дому и убивать жителей деревни. Он не щадил никого, ни праведных, ни грешных. Наконец, он пробрался в замок и убил всех рыцарей и самого фон Штоффельна. Во всей Долине остался один-единственный дом, куда паук ещё не добрался. Там жила та самая женщина, чьего ребёнка спас пастор. Она поправилась и охраняла своего сына, дежуря у колыбели. Господь надоумил её, как справиться с пауком: она пробурила отверстие в дверном косяке, и, когда паук явился в дом, схватила его, засунула в отверстие и закрыла ловушку подготовленной затычкой.
Тогда в Долину пришёл мир и достаток.
Сменилось много поколений, и люди забыли этот страшный урок, воспринимая рассказ о Чёрном пауке как детскую страшилку. Мудрость предков ушла из их домов, как набожность из их сердец. Тогда, в разгар одной из пьяных оргий, батрак штопором пробурил отверстие, в котором по преданию должен был находиться паук, и вынул затычку. Старое проклятие вернулось с новой силой. И история повторилась: вновь остался один-единственный дом, где хозяин ценой своей жизни (схватив паука голыми руками и замуровав его в дверном косяке) спас остатки общины.

### Завершение кольцевой композиции
Здесь хозяин окончил рассказ и сообщил, что этим отважным крестьянином был его прадед. С тех пор семья время от времени обновляет дом, но почерневший дверной косяк непременно вставляет в новое строение.

## Экранизации и постановки
По мотивам новеллы в 1936 году швейцарский композитор Генрих Зутермайстер (нем. Heinrich Sutermeister) написал оперу, но из-за сложной сценографии театральная постановка была осуществлена только в 1949 году. "Чёрный паук" был экранизирован в 1983 г. швейцарским режиссёром Марком Рисси (нем. Mark M. Rissi).